# Andreas Radtke
Andreas Radtke (* 1968) ist ein deutscher Filmeditor aus Berlin.
Andreas Radtke begann in den 1990er Jahren als Regieassistent und als Editor in der Werbung. Ab 1998 wurde er als freier Editor für Film und Fernsehen tätig. 2005 wurde er für den Deutschen Kamerapreis, 2010 für den Deutschen Filmpreis und 2017 für den Deutschen Fernsehpreis jeweils für den besten Schnitt nominiert. Sein Schaffen umfasst mehr als 30 Produktionen.

## Filmografie (Auswahl)
- 2003: Seventeen – Mädchen sind die besseren Jungs
- 2003: Tatort: Mietsache
- 2004: 18 – Allein unter Mädchen (Fernsehserie, 10 Folgen)
- 2004: Schöne Männer hat man nie für sich allein
- 2005–2006: Balko (Fernsehserie, 5 Folgen)
- 2005: Eine andere Liga
- 2005: Mädchen über Bord
- 2007: Ein starkes Team: Stumme Wut
- 2008: Ein starkes Team: Freundinnen
- 2008: Finnischer Tango
- 2009: Die Tür
- 2010: Die Wanderhure
- 2011: Dating Lanzelot
- 2012: Hanni & Nanni 2
- 2012: Du hast es versprochen
- 2012: Die Braut im Schnee
- 2013: Mein Mann, ein Mörder
- 2013: Einmal Hans mit scharfer Soße
- 2014: Polizeiruf 110: Käfer und Prinzessin
- 2015: Der Fall Barschel
- 2015: Die Neue
- 2016: Der Hodscha und die Piepenkötter
- 2017: Amelie rennt
- 2017: Eine Braut kommt selten allein
- 2018: Dengler: Fremde Wasser
- 2020: Tatort: Es lebe der König!
- 2020: Bis wir tot sind oder frei
- 2022: Der Pfad
- 2022: Harter Brocken: Das Überlebenstraining
- 2023: Tatort: Nichts als die Wahrheit